# 定勢效應
定勢效應（英語：Einstellung effect），一種認知偏誤，人們傾向於繼續應用熟悉的方法來解決問題，即使存在其他的「更好的」或「更適合的」解決方法。這個心理現象在1940年代被發現，並設計出許多心理實驗來加以驗證。

## 概論
是個德文單字，意為設定好的、安裝好的，也可以用來指一個人的態度。
對於定勢效應的研究，始於1940年代。Abraham S. Luchins曾經設計出心理實驗來證實這個效應。

## 心理實驗
對於定勢效應，最有名的心理實驗，為Abraham S. Luchins在1942年設計的水罐實驗。這個實驗，先放置三個水罐，要求被實驗者利用這三個罐子，去量出某個特定定量的水。當被實驗者找出方法之後，改變這三個水罐的容量。在改變容量之後，只需要使用其中兩個罐子就可以量出要求的水量。但是實驗者經常會繼續使用原有的程序，以三個罐子互倒的方法，來量出要求的量。